# GEテクノロジー・インフラストラクチャ
GEテクノロジー・インフラストラクチャは、米国ゼネラル・エレクトリック社の1部門である。旧名称はGEインフラストラクチャ。

## 構成企業
- GEテクノロジー・インフラストラクチャ
  - GE-アビエーション
  - GEエンタープライズ・ソリューションズ
  - GEヘルスケア
  - GEトランスポーテーション・システム

## リンク
- GEホームページ（英語）
- GEジャパン（日本語）